# 110393 Раммштайн
110393 Раммштайн (110393 Rammstein) — астероїд головного поясу, відкритий 11 жовтня 2001 року. Названий на честь німецького рок-гурту Rammstein.
Тіссеранів параметр щодо Юпітера — 3,326.